# Деттифосс
Де́ттифосс (исл. Dettifoss [ˈtɛhtɪfɔs]) — водопад на реке Йёкюльсау-ау-Фьёдлюм в северо-восточной Исландии, на территории национального парка Йёкюльсаургльювюр. Считается самым мощным водопадом Европы.
Находится в одном км ниже по течению от водопада Сельфосс и 2 км выше по течению от водопада Хафрагильсфосс (исл. Hafragilsfoss).
Ширина Деттифосса — около 100 м, высота — 44 м (на 9 м меньше Ниагарского водопада), средний расход воды — 193 м³/сек, во время паводков — до 600 м³/сек.
Водопад показан в фильме Ридли Скотта «Прометей» в одной из главных сцен.

## Галерея

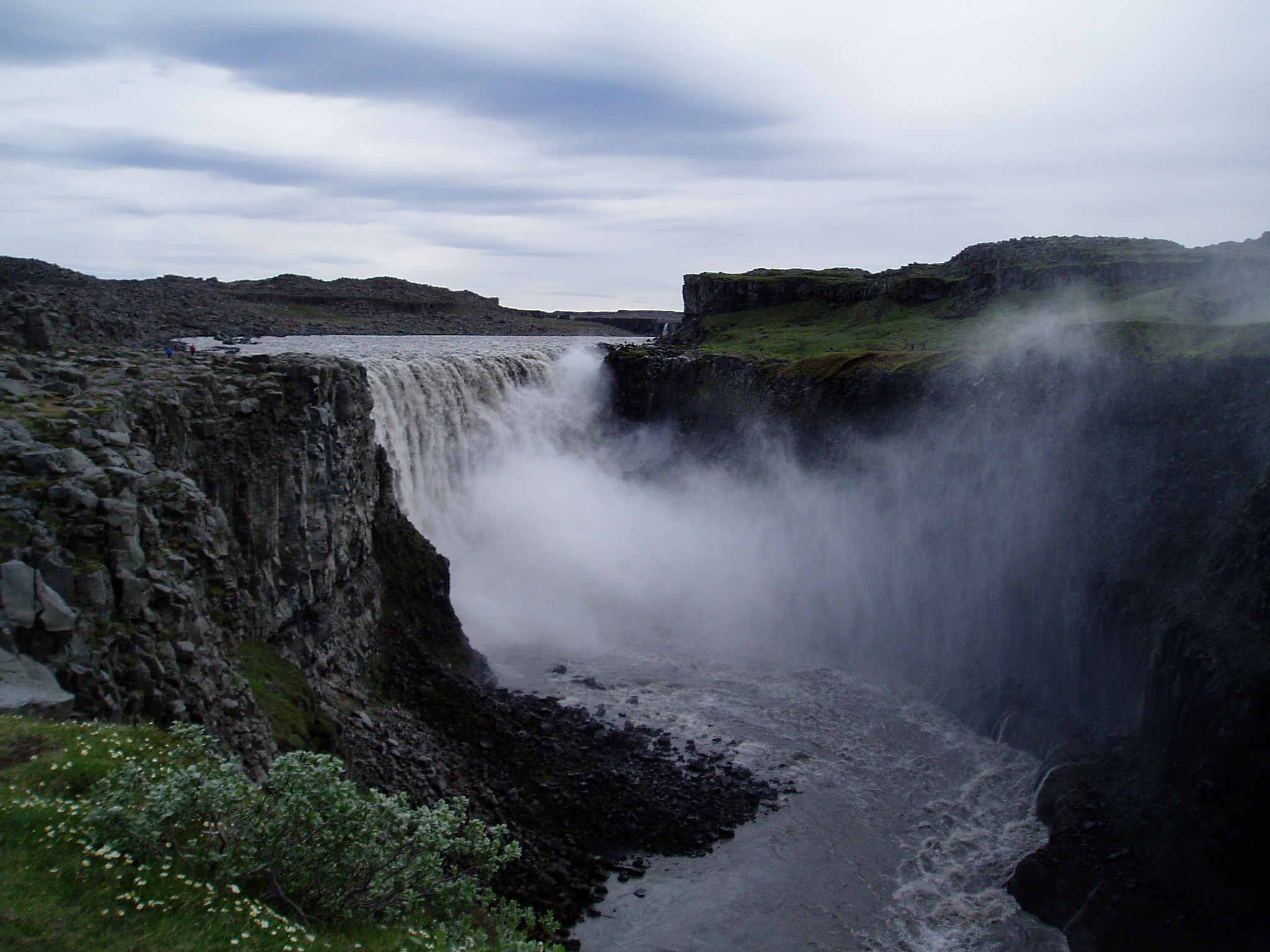
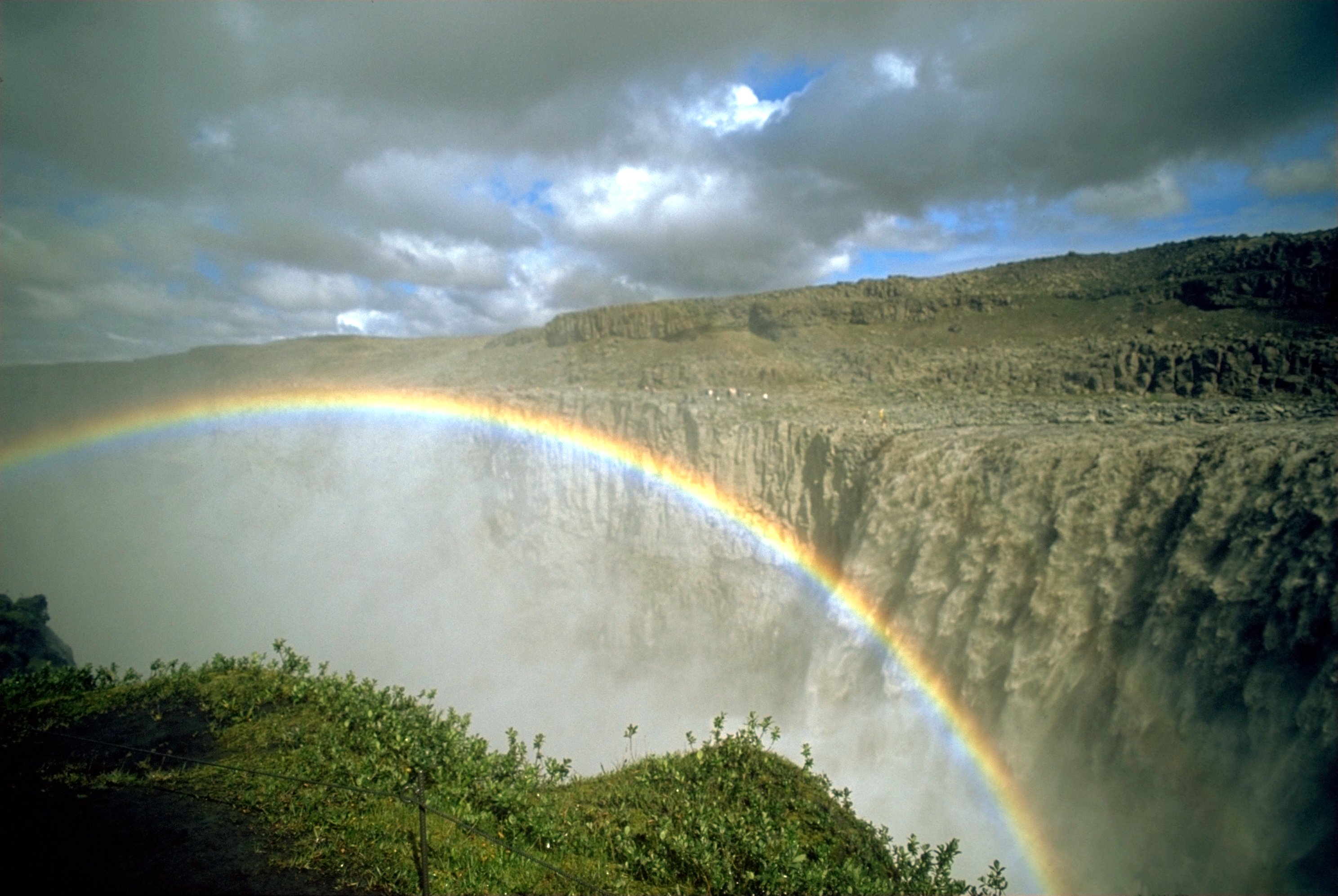
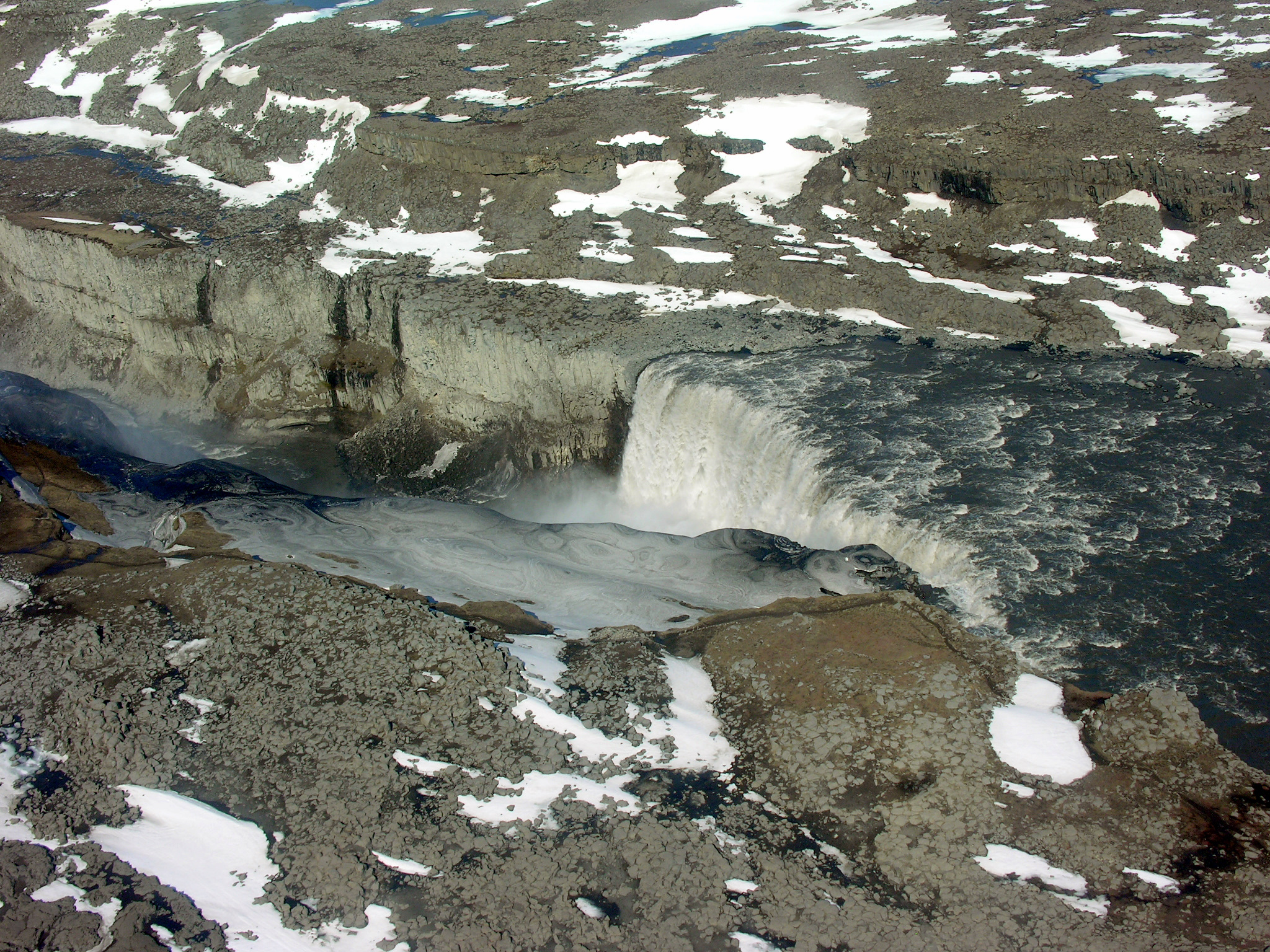